# Préfecture du Moyen-Mono
La préfecture du Moyen Mono est une préfecture du Togo, située dans la Région des plateaux.
Le chef-lieu est Tohoun.

## Géographie
Elle est située à l'est du Togo, entre la préfecture d'Ogou, au nord et la préfecture de Haho, au sud et à l'ouest. Elle est limitrophe de la République du Bénin.
Elle est couverte de forêts.

## Démographie
Sa population estimée est de 90 505 habitants (par RGPH5).

## Économie
La principale ressource est l'exploitation des bois rares : tecks, irokos, acajous.
Les plantations de café et de cacao se situent dans les parties les plus fertiles de la préfecture. Le coton et les palmeraies complètent les ressources agricoles.